# Aloe karasbergensis
Aloe karasbergensis ist eine Pflanzenart der Gattung der Aloen in der Unterfamilie der Affodillgewächse (Asphodeloideae). Das Artepitheton karasbergensis verweist auf das Vorkommen der Art auf den Großen Karasbergen in Namibia.

## Beschreibung

### Vegetative Merkmale
Aloe karasbergensis wächst sehr kurz stammbildend, ist einfach oder bildet bis zu 19 Triebe aus. Die 15 bis 20 eiförmig-lanzettlichen Laubblätter bilden eine dichte Rosette. Ihre blass glauke, dunkelgrün gestreifte Blattspreite ist 40 bis 50 Zentimeter lang und 15 bis 20 Zentimeter breit. Die blass knorpeligen Blattränder sind leicht wellig. Randzähne werden nicht ausgebildet.

### Blütenstände und Blüten
Der Blütenstand weist ein bis drei Zweige auf und erreicht eine Länge von 50 bis 60 Zentimeter. Die lockeren Trauben sind konischen. Die schmal deltoiden Brakteen weisen eine Länge von 3 bis 6 Millimeter auf. Die ziemlich trüb roten Blüten stehen an 8 bis 12 Millimeter langen Blütenstielen und sind 25 bis 27 Millimeter lang. Auf Höhe des Fruchtknotens weisen die Blüten einen Durchmesser von 7 Millimeter auf. Darüber sind sie auf 4 Millimeter verengt. Ihre äußeren Perigonblätter sind auf einer Länge von 6 Millimetern nicht miteinander verwachsen. Die Staubblätter und der Griffel ragen 1 bis 2 Millimeter aus der Blüte heraus.

### Genetik
Die Chromosomenzahl beträgt {\displaystyle 2n=14}.

## Systematik und Verbreitung
Aloe karasbergensis ist in Namibia und der südafrikanischen Provinz Limpopo verbreitet.
Die Erstbeschreibung durch Neville Stuart Pillans wurde 1928 veröffentlicht. Ein nomenklatorisches Synonym ist Aloe striata subsp. karasbergensis (Pillans) Glen & D.S.Hardy (1987).
Es werden folgende Unterarten unterschieden:
- Aloe karasbergensis subsp. karasbergensis
- Aloe karasbergensis subsp. hunsbergensis van Jaarsv. & Swanepoel[4]

## Nachweise